# 강구대교
강구대교(江口大橋)는 대한민국의 경상북도 영덕군 강구면 연결하는 오십천의 다리이다. 국가지원지방도 제20호선(영덕대게로)의 일부 구간이기도 하다. 현재의 강구대교가 개통되기 이전에는 강구교로 불렀으며, 교량의 노후화로 인해 2.5톤 화물 차량에 대해서 통행이 제한되고 있다.

## 존속 노선
- 국도 제7호선 (1960년대 ~ 1979년 2월)
- 지방도 제918호선 ( 미상 ~ 2003년 2월 20일)
- 국가지원지방도 제20호선 (2001년 ~ 현재)